# Teilmotor
Als Teilmotor bezeichnet man einen Motor, bei dem einzelne, für den Betrieb erforderliche Bauteile fehlen. Instandgesetzte Teilmotoren werden meist als Austauschmotoren für defekte oder wartungsbedürftige Aggregate eingesetzt, bei denen die weiteren Bauteile bereits vorhanden sind. Im Fahrzeugtuning werden Teilmotoren, die auch modifiziert sein können, oft zum Aufbau eigener Motoren verwendet.

## Varianten
Teilmotoren gibt es im Handel in zwei Varianten mit unterschiedlichen Ausbaustufen.

### Short block
Beim Short block handelt es sich um den reinen Motorblock ohne Zylinderkopf und ohne jegliche Nebenaggregate. Der Lieferumfang kann sich je nach Anbieter unterscheiden. Häufig enthält der Short block jedoch essenzielle Bauteile wie Kurbelwelle, Kolben, Kolbenringe oder Lager.

### Long block
Der Long block enthält ebenfalls keine Nebenaggregate, ist aber mit einem Zylinderkopf ausgestattet. In der Regel fehlen jedoch Zündanlage, Vergaser oder Einspritzpumpe, Wasser- und Kraftstoffpumpe sowie Lüfter und andere Bauteile. Der genaue Lieferumfang ist wie beim Short block nicht festgelegt.

## Qualität
Teilmotoren sind meist Gebrauchtmotoren beispielsweise aus stillgelegten oder defekten Fahrzeugen. Zwar werden die Motoren in der Regel überholt und gereinigt, für Käufer ist jedoch nicht ersichtlich, wie sorgfältig und umfassend die Bearbeitung durchgeführt wurde. Um einen einheitlichen Qualitätsstandard für instandgesetzte Teilmotoren zu etablieren, versehen daher die Mitglieder der Gütegemeinschaft der Motoreninstandsetzungsbetriebe e.V. (GMI) Motoren, die nach den Anforderungen des RAL Gütezeichens Motoreninstandsetzung erneuert wurden, mit einem entsprechenden Gütestempel. Käufer können so erkennen, welche Arbeiten am Motor durchgeführt wurden, bevor er wieder in den Handel gebracht wurde.